# Heavenly Delusion: Das verlorene Paradies
Heavenly Delusion: Das verlorene Paradies (japanisch 天国大魔境 Tengoku Daimakyō) ist eine Manga-Serie von Masakazu Ishiguro, die seit 2018 in Japan erscheint. 2023 erschien eine Anime-Adaption von Studio Production I.G.

## Inhalt
In der Außenwelt sind fünfzehn Jahre seit einer beispiellosen Katastrophe vergangen, die die moderne Zivilisation vollständig zerstört hat. Eine Gruppe von Kindern lebt in einer von der Außenwelt isolierten Einrichtung. Eines Tages erhält eines von ihnen, ein Mädchen namens Tokio, eine Nachricht mit der Aufschrift „Willst du nach draußen gehen?“ Ein anderes Mädchen namens Mimihime lebt in derselben Einrichtung und macht eine Vorhersage. Sie sagt der aufgebrachten Tokio, dass zwei Leute, von außerhalb kommen werden, um sie zu retten. Der Direktor der Schule erzählt ihr derweil davon, dass die Welt außerhalb einer Hölle gleicht. Währenddessen reist ein Junge namens Maru, der genau wie Tokio aussieht, mit einem Mädchen namens Kiruko. Sie reisen durch das verwüstete Japan und sind auf der Suche nach dem Himmel.

## Veröffentlichung
Die Mangaserie wird seit 2018 im Magazin Afternoon veröffentlicht. Die Kapitel wurden von Kodansha in bisher zwölf Sammelbänden veröffentlicht (Stand Juli 2025). Eine englische Ausgabe wurde von Denpa herausgegeben, eine französische bei Pika Édition. Eine deutsche Übersetzung erscheint seit März 2020 bei Manga Cult in bisher neun Bänden (Stand: Oktober 2024).

## Animeserie
Eine Adaption als Anime entstand beim Studio Production I.G unter der Regie von Hirotaka Mori. Die künstlerische Leitung lag bei Yūji Kaneko, für den Ton war Eriko Kimura verantwortlich. Für den Schnitt war Kumiko Sakamoto verantwortlich. Die 25 Minuten langen Folgen wurden vom 1. April bis 24. Juni 2023 von Tokyo MX in Japan ausgestrahlt. Die Plattform Disney Plus veröffentlichte die Serie international per Streaming, unter anderem mit deutschen und englischen Untertiteln. Staffel 1 deckt die ersten sechs Bände des Mangas ab.

### Synchronisation
| Rolle    | japanischer Sprecher (Seiyū) |
| -------- | ---------------------------- |
| Maru     | Gen Satō                     |
| Kiruko   | Sayaka Senbongi              |
| Tokio    | Hibiku Yamamura              |
| Kona     | Toshiyuki Toyonaga           |
| Mimihime | Misato Fukuen                |
| Shiro    | Shunsuke Takeuchi            |

### Musik
Die Musik der Serie komponierte Kensuke Ushio. Das Vorspannlied ist Innocent Arrogance von Bish und der Abspann ist unterlegt mit Daremo Karemo Dokomo Nanimo Shiranai von Asobi.